# 橫掃
橫掃（英語：Sweep, Whitewash）是指在體育運動系列賽中，被橫掃一方在全部場數或回合均未能取勝（或得分）。在搶場數的系列賽當中，例如在NBA的七場四勝制，若一方以總場數4:0獲勝，便被稱為橫掃。在場局制的單場比賽中，例如乒乓球或網球，若一方在不失一局的情況下取勝（如網球以6:0、6:0獲勝），便是屬於橫掃。橫掃不只適用於體育項目，在回合制的比賽，如電競等均能應用。

## 例子
- 籃球 - 七場四勝制季後賽4:0獲勝
- 板球 - 系列賽4:0獲勝
- 冰球 - 系列賽4:0獲勝
- 棒球 - 系列賽4:0獲勝
- 排球 - 局數3:0獲勝
- 網球 - 局數6:0或局數3:0獲勝
- 撞球 - 局數10:0獲勝
- 乒乓球 - 單局11:0獲勝或局數4:0獲勝
- 羽毛球 - 單局21:0獲勝或局數2:0獲勝
- 電競（如LOL） - 系列賽3:0獲勝